# Баррос-Бланкос (муниципалитет)
Баррос-Бланкос (исп. Barros Blancos) — муниципалитет в Уругвае в департаменте Канелонес. Административный центр — Баррос-Бланкос.

## История
Муниципалитет образован 15 марта 2010 года.

## Состав
В состав муниципалитета входит единственный населённый пункт:
- Баррос-Бланкос